# Nigel Bruce
William Nigel Ernle Bruce, född 4 februari 1895 i Ensenada, Mexiko, död 8 oktober 1953 i Santa Monica, Kalifornien, USA, var en brittisk skådespelare. 

## Biografi
Nigel Bruce föddes i Mexiko son till ingenjören Sir William W. Bruce. Eftersom Charles I gav släkten ett friherrskap 1629  (Nigels äldre bror Michael hade den ärftliga titeln) var hans familj en del av den engelska aristokratin. Bruce studerade i de engelska orterna Grange, Stevenage och Abingdon. Första arbetet var  på en börsmäklarfirma. Han tjänstgjorde i den brittiska armén under andra världskriget. Där skadades han i benen och blev under en tid rullstolsbunden. Efter att han skrivits ut övergick han 1919 till  skådespeleri. Det stora genombrottet kom dock först 10 år senare i Broadway-uppsättningen "This was a Man". År 1931 spelade han i föreställningen "Springtime for Henry" som satte standarden för allt hans senare verk i Hollywood.
Bruce spelade rollen som Dr. Watson i 14 filmer om detektiven Sherlock Holmes mellan 1939 och 1946. Nigel Bruce blev även känd för större biroller i några av Alfred Hitchcocks filmer. Totalt medverkade han i över 70 filmer. 
Bruce avled 1953 i sviterna av en hjärtattack.

## Filmografi i urval
- 1932 – Lord Camber's Ladies
- 1934 – Mordgåtan i Trinidad
- 1934 – Skattkammarön
- 1934 – Röda nejlikan
- 1935 – Fåfängans marknad
- 1938 – Baronessan och hovmästaren
- 1939 – Baskervilles hund
- 1939 – Sherlock Holmes - professor Moriartys sista strid
- 1940 – Reuter meddelar
- 1940 – Fågel blå
- 1940 – Rebecca
- 1941 – Illdåd planeras?
- 1941 – Äventyraren från Kanada
- 1942 – Över allt förnuft
- 1942 – Sherlock Holmes och det hemliga vapnet
- 1943 – Till nu och för evigt
- 1943 – Lassie på äventyr
- 1944 – Sherlock Holmes och den röda klon
- 1945 – Sherlock Holmes och kvinnan i grönt
- 1945 – Nya skördar
- 1945 – Lassies son
- 1946 – Sherlock Holmes tar nattexpressen
- 1946 – Sherlock Holmes i fara
- 1947 – En mans brott
- 1952 – Rampljus